# Longlaville
Longlaville é uma comuna francesa na região administrativa de Grande Leste, no departamento de Meurthe-et-Moselle. Estende-se por uma área de 3,17 km². Em 2010 a comuna tinha 2 391 habitantes (densidade: 754,3 hab./km²).